# Akmatbek Süjümbajew
Akmatbek Suttubajewicz Süjümbajew (kirg. Акматбек Сүттүбаевич Сүйүмбаев, ur. 17 grudnia 1920 we wsi Ortoałysz w rejonie Ałamüdün, zm. 14 lutego 1993 w Biszkeku) – radziecki i kirgiski polityk, prezes Rady Ministrów Kirgiskiej SRR w latach 1968-1978. Bohater Republiki Kirgiskiej (pośmiertnie).
Od 1938 księgowy budżetu okręgowego wydziału finansowego Miejskiego Oddziału Finansowego w Narynie, od 1939 służył w Armii Czerwonej, dowódca oddziału 23 Dywizji Strzeleckiej Charkowskiego Okręgu Wojskowego, od sierpnia 1940 starszy oficer roty 17 batalionu dyscyplinarnego w Bałtyckim Okręgu Wojskowym, od czerwca 1941 brał udział w wojnie z Niemcami na Froncie Północno-Zachodnim, później na Froncie Białoruskim. Od 1942 członek WKP(b). Po wojnie dowódca roty batalionu szkoleniowego 33 Dywizji Strzeleckiej w Grupie Wojsk Sowieckich w Niemczech, od XI 1946 zastępca dowódcy batalionu, w 1947 wrócił do kraju i został sekretarzem rejonowego komitetu wykonawczego w Kyzył-Asker w obwodzie Frunze, później zajmował różne stanowiska w administracji miasta, m.in. kierownika sektora podatków. 1952-1954 naczelnik departamentu podatków i ceł Ministerstwa Finansów Kirgiskiej SRR, 1954-1955 szef obwodowego wydziału finansów w Przewalsku (obecnie Karakoł), 1960-1962 przewodniczący Obwodowego Komitetu Wykonawczego w Osz, 1962-1968 I sekretarz Obwodowego Komitetu Komunistycznej Partii Kirgistanu w Osz, od 21 stycznia 1968 do 22 grudnia 1978 prezes Rady Ministrów Kirgiskiej SRR. 1978-1984 minister gospodarki komunalnej Kirgiskiej SRR, od XI 1984 na emeryturze. 1971-1980 kandydat na członka KC KPZR, deputowany do Rady Najwyższej ZSRR od 6 do 9 kadencji.

## Odznaczenia
- Bohater Republiki Kirgiskiej (pośmiertnie)
- Order Lenina (dwukrotnie)
- Order Czerwonego Sztandaru Pracy (trzykrotnie)
- Order Wojny Ojczyźnianej II klasy (dwukrotnie)
- Order Czerwonej Gwiazdy